# 亞納奧科山 (帕卡勞斯-聖萊昂諾爾)
11°03′08″S 76°40′00″W / 11.05222°S 76.66667°W
亞納奧科山（Yana Uqhu），是秘魯的山峰，位於該國中南部利馬大區，由帕卡勞斯區和聖萊昂諾爾區負責管轄，屬於安地斯山脈的一部分，海拔高度5,000米。